# Дубильные материалы
Дуби́льные материа́лы — различные части растений, содержащие значительное количество дубильных веществ (танинов — производных многоатомных фенолов), или экстракты, приготовленные из таких растений. Важнейшее применение этих материалов — в кожевенном производстве; кроме того, они употребляются в красильном деле. Особое значение имеют дубильные растения для медицины: плоды черники, корневища горца змеиного, лапчатки прямостоячей, например, обязаны своим действием содержащимся в них дубильным веществам.
Дубильные вещества заключаются преимущественно в жидком содержимом клеточек надземных и подземных частей высших растений; в наибольшем количестве они содержатся в паренхиме коры двудольных растений. В технической практике чаще всего применяется кора двудольных древесных растений; более ограниченное применение имеют плоды, листья, древесина и подземные части, а также некоторые наросты, как чернильные орешки, и искусственно приготовляемые экстракты из различных растений.
Растения, дающие важнейшие дубильные материалы, принадлежат к разнообразнейшим семействам растительного царства. Особенно богаты ими растения тропиков. В умеренном поясе дубильные вещества встречаются главным образом у растений семейств Сосновые, Буковые, Розовые, Ивовые, Гречишные.

## Дубильные материалы
Дубильные материалы делятся на кору и древесину и корневые части. Древесина и кора дубов и каштанов, кора ив, лиственниц и елей используются издавна. В коре дуба танины содержатся во всех частях растения, однако на дубильные материалы обычно используется только кора, древесина ствола, толстые сучья (вместе с корой) и пни. Содержание танинов в древесине дуба изменяется в пределах от 4 до 6 % и зависит от многих условий; в древесине каштана — от 7 до 8 %; в иве, лиственнице и ели танины находятся в коре и их доля составляет от 8 до 20 %. При этом именно еловая и лиственничная кора являются самым доступным и обильным ресурсом.
Содержание танинов в корневых материалах следующее: в таране — до 22 %, чукре — 14,5 % и кермеке от 11 до 21 %. Кроме этого, в некоторых регионах в качестве дубильных материалов используются валонея (плюска жёлудя некоторых видов дуба), квебрахо, акация, мангровы, миробалан, чернильные орешки.

### Дубовая кора
Дубовая кора, сравнительно с другими дубильными материалами, употребляется в наибольшем количестве. Кора всех видов дуба, произрастающих в Европе и в Америке, содержит много дубильных веществ. В Западной Европе употребляют преимущественно кору дубов черешчатого (Quercus robur), скального (Quercus petraea) и австрийского (Quercus cerris), иногда также пробкового (Quercus suber). Наибольшее количество дубильных веществ содержится в коре дуба в период наиболее сильного роста дерева; поэтому для получения лучших дубильных материалов деревья срубают в возрасте от 15 до 30 лет. Снятие коры производится обыкновенно в июне, во время сильного движения сока, так как тогда она легче всего отделяется от ствола; для этого на стволе делают горизонтальные надрезы на расстояниях около 1 м по высоте, затем несколько вертикальных надрезов, и кору снимают полосами; снятую кору высушивают на воздухе в тени. «Зеркальная» кора с деревьев до 20 лет имеет блестящую серебристую или серую поверхность, бывает гладкая и сморщенная, с трещинами, нередко с пятнами, имеет сильно вяжущий вкус. Содержание дубильного вещества в зеркальной коре достигает 16 и даже 20 %, но в среднем 12 %; обыкновенная дубовая кора содержит 4—10 % дубильного вещества. Содержание дубильного вещества в коре зависит не только от возраста дерева, но неравномерно распределяется в коре отдельных деревьев: в коре у основания дерева содержится больше дубильного вещества, в верхних частях меньше. Вообще содержание дубильного вещества в дубовой коре подвержено большим колебаниям. При хранении сухой дубовой коры на воздухе содержание в ней дубильного вещества не изменяется; напротив, во влажной коре оно значительно уменьшается.
Ежегодные заготовки дубовой коры в СССР превышали 500 т.

### Ивовая кора
Ивовая кора от различных видов ивы (козьей (Salix caprea), пепельной (Salix cinerea), трёхтычинковой (Salix triandra), чернеющей (Salix myrsinifolia)) применяется особенно часто на кожевенных заводах, а для некоторых сортов кожевенного товара даже предпочитается дубовой. Содержание дубильных веществ в ивовой коре изменяется в широких пределах, от 2 до 12 (даже 16) %.
В XIX веке в России употребляли для дубления кору многих древовидных ив. В Германии применяли также кору ивы прутовидной (Salix viminalis), но она содержит мало дубильных веществ (1,72—4,71 %).

### Прочая древесина
Еловая кора представляет немаловажный и самый дешёвый материал. Дубильное вещество её обходится вдвое дешевле, нежели при употреблении дубовой коры. Еловая кора содержит 7—13 % дубильного вещества. Меньшее значение, нежели указанные сорта коры, имеют: берёзовая кора (от берёзы повислой (Betula pendula)) с содержанием дубильного вещества до 5,5 %, кора различных видов ольхи с содержанием дубильного вещества от 7 до 12,5 %, кора вяза, лиственницы и др.

## Технологии
В СССР кустарный по сути «сыпочный» способ дубления в кожевенном производстве перестали использовать к 30-м годам XX века. С тех пор практически все дубильные материалы стали перерабатываться в экстракты.